# Euphyllura canariensis
Euphyllura canariensis är en insektsart som beskrevs av Loginova 1973. Euphyllura canariensis ingår i släktet Euphyllura och familjen rundbladloppor. Inga underarter finns listade i Catalogue of Life.